# Buena Esperanza
Buena Esperanza es la localidad cabecera del departamento Gobernador Dupuy, provincia de San Luis, Argentina.
Se encuentra sobre las vías del Ferrocarril General San Martín que corre en paralelo a la ruta provincial 12.

## Datos de interés
Es la cabecera del departamento Gobernador Dupuy, en el sur de la provincia de San Luis Cuenta con un acceso caminero muy bello que está en remodelación. en este pueblo se disputa  una fecha del rally puntano,  se han construido nuevas viviendas. también se está construyendo una universidad provincial, un juzgado de faltas multifuero y  un instituto de capacitación docente. Hay una variada oferta gastronómica, residencias médicas y  servicios tecnológicos. Se celebra el día de la patrona del pueblo (santa rosa de lima) se hace caravana y hay celebración en la iglesia católica de la Buena Esperanza. También se han hecho obras de pavimentación y alumbrado público.

## Geografía

### Población
Contó con 2,933 habitantes (Indec, 2010), lo que representó un incremento del 15,8 % frente a los 2,531 habitantes (Indec, 2001) del censo anterior.
Según el censo 2022 la población total del municipio fue de 4,004 personas. En tanto, el número de viviendas registradas fue de 1361.
| Gráfica de evolución demográfica de Buena Esperanza entre 1947 y 2022 |
|                                                                       |
| Fuente: Censos nacionales del INDEC                                   |

### Clima
En este pueblo los veranos son cálidos y los inviernos fríos. La temperatura mínima absoluta en el periodo 2007-2012 fue de -14,1 °C bajo cero.

## Educación
- Escuela N.º 191 Prov. de La Pampa
- Escuela de Nivel Inicial N.º 9 "Señora Chabela"
- Colegio N.º 24 Luisa Fantini de Cortés Aparicio
- Instituto Santa Rosa de Lima
- Escuela Técnica N°38 Leonor Matilde Hirsch de Caraballo

## Fiesta patronal
- 30 de agosto: Santa Rosa de Lima

## Carta de suelos de Argentina
- Instituto Nacional de Tecnología Agropecuaria: Hoja Buena Esperanza. Provincia de San Luis. 1992

## Girasol conLabranza cero
Con lluvias de 600 mm en el actual Hemiciclo Húmedo (1973-2020?), se cultiva girasol Helianthus annus en Buena Esperanza por Guillermo Wrigley desde 1985, unas 1000 ha; y desde 1999 cultiva en siembra directa. Obtiene 2,5 tonelada/ha de girasol.

## Instituciones
- Club Atlético Huracán, fundado el 31 de mayo de 1928. Se ubica en la esquina de las calles 9 de Julio y 25 de Mayo.
- Club Cultural Argentino, fundado el 1 de julio de 1928. Se ubica en la esquina de las calles Pringles y 25 de Mayo. Surgió del “Football Club Buena Esperanza” debido a diferencias políticas entre quienes lo habían fundado.

## Parroquias de la Iglesia católica en Buena Esperanza
| Diócesis  | San Luis           |
| --------- | ------------------ |
| Parroquia | Santa Rosa de Lima |